# Библейский код

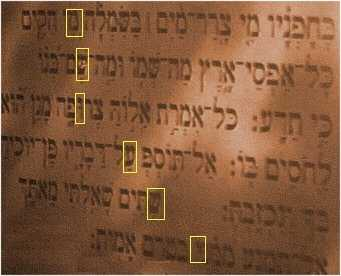
Притчи 30:4 Начиная с первой буквы «י» (йуд), отсчитывая каждую 22-ю букву — Иешуа Шай, что означает «Иисус — подарок»

Библе́йский код (ивр. צפנים בתנ"ך‎), также известный, как код То́ры — представление о тексте Торы и Танаха как о коде, содержащем скрытые смыслы (второй (зашифрованный) пласт понимания — «более глубокое понимание» прямого текста Писания) и предсказания.
Точка зрения, согласно которой библейский код содержит пророческую информацию, рассматривается также в каббале.

## Общие сведения
На протяжении длительного периода времени предпринимались попытки обнаружить и расшифровать библейский код. В число участников таких поисков входил, в частности, физик и математик Исаак Ньютон. В XX веке израильский математик Илья Рипс предпринял попытку обнаружить библейский код с использованием компьютерных вычислений. Идеи, согласно которым в тексте Торы содержится зашифрованный код, в дальнейшем популяризированы в книге американского журналиста Майкла Дрознина (Michael Drosnin) "Библейский код («Bible Сode», опубликована в 1997).
М. Дрознин утверждал, что обнаружил в Торе пророчество об убийстве израильского Премьер-министра Ицхака Рабина и предсказание о том, что в 1992 году президентом США станет Билл Клинтон. По книге было снято несколько документальных фильмов, один из которых так и называется «Библейский код».
Выводы, содержащиеся в данных работах, в свою очередь являются предметом независимых исследований, в которых эти идеи рассматриваются и критикуются другими авторами.

## Пророчества в библейских кодах

### Иисус Христос
Пророчества, касаемые Иисуса Христа, были, якобы, найдены в книгах Танаха раввином Яаковом Рамбселом.
Я. Рамбсел с определёнными интервалами отсчитывал буквы в тексте, в результате образовалось имя «Иешуа» (ישוע‎), то есть «Иисус» на древнееврейском языке. По словам Рамбсела, имя «Иисус» встречается неоднократно в Книге пророка Исаии, а также в библейской Книге Притчей Соломоновых.

## Критика
Идея о библейском коде была популярна в 1990-х годах (Майкл Дрознин начал свои исследования в 1992 году, в 1997 был опубликован его труд), однако впоследствии популярность этой идеи снизилась после того, как аналогичные «коды» были обнаружены в других литературных произведениях.
Так, австралийский математик Брендон Маккей применил метод «библейского кода» к американскому роману Г. Мелвилла «Моби Дик», в результате чего обнаружил схожие «сенсационные» пророчества: убийства Авраама Линкольна, Индиры Ганди, Мартина Лютера Кинга, Джона Кеннеди и Ицхака Рабина; автомобильную катастрофу принцессы Дианы. Маккей пришёл к выводу, что результат не зависит от используемого источника.
Идея существования библейского кода также критикуется и рядом христианских авторов, считающих, что она противоречит истинной сути библейского откровения. Так, пастор Вернер Гитт (ФРГ) писал:
Бог открылся людям в Своём Слове открытым текстом… Послание Библии не могло быть закодировано так, что его можно было бы расшифровать лишь в конце XX века.